# Nils W. Svenningsen
Nils Widner Svenningsen, född 26 maj 1934 i Esbjerg, död 30 januari 1998 i Lund, var en dansk-svensk läkare. Han var dotterson till Nils Widner och bror till Anders Svenningsen.
Svenningsen, som var son till överkirurgen Olaf Knut Svenningsen och Karin Widner, avlade studentexamen vid Esbjerg statsskole 1952, blev medicine kandidat 1956, medicine licentiat 1961 samt medicine doktor och docent i pediatrik 1974, allt i Lund. Han blev specialist i barnaålderns invärtes sjukdomar 1971. Han tjänstgjorde i perioder som extra läkare, tillförordnad underläkare och tillförordnad amanuens vid Lunds lasarett 1958–1959, vid Helsingborgs lasaretts medicinska klinik 1960 och 1961–1962, underläkare vid Helsingborgs lasaretts barnklinik 1961–1962, tillförordnad underläkare vid Lunds lasaretts barnklinik 1962, underläkare vid Helsingborgs lasaretts barnklinik 1963–1967, klinisk amanuens vid Lunds lasaretts barnklinik 1967–1971, underläkare vid dess infektionsklinik 1970–1971, underläkare vid dess barnklinik 1971–1973, biträdande överläkare vid Lunds lasaretts barnklinik 1973–1985, klinisk lärare vid Lunds lasaretts barnklinik i perioder 1979–1980, tillförordnad professor i pediatrik vid Lunds universitet 1982–1984, klinisk lärare vid Lunds lasaretts barnklinik 1984–1985, blev biträdande överläkare där 1985, professor i pediatrik, särskilt nyföddhetsperiodens sjukdomar, vid Lunds universitet samt överläkare vid Lunds lasaretts barnklinik 1986 och var klinikchef och chefsöverläkare där (från 1993 Universitetssjukhuset i Lund) 1990–1996. Svenningsen är gravsatt i minneslunden på Norra kyrkogården i Lund.